# Populismo

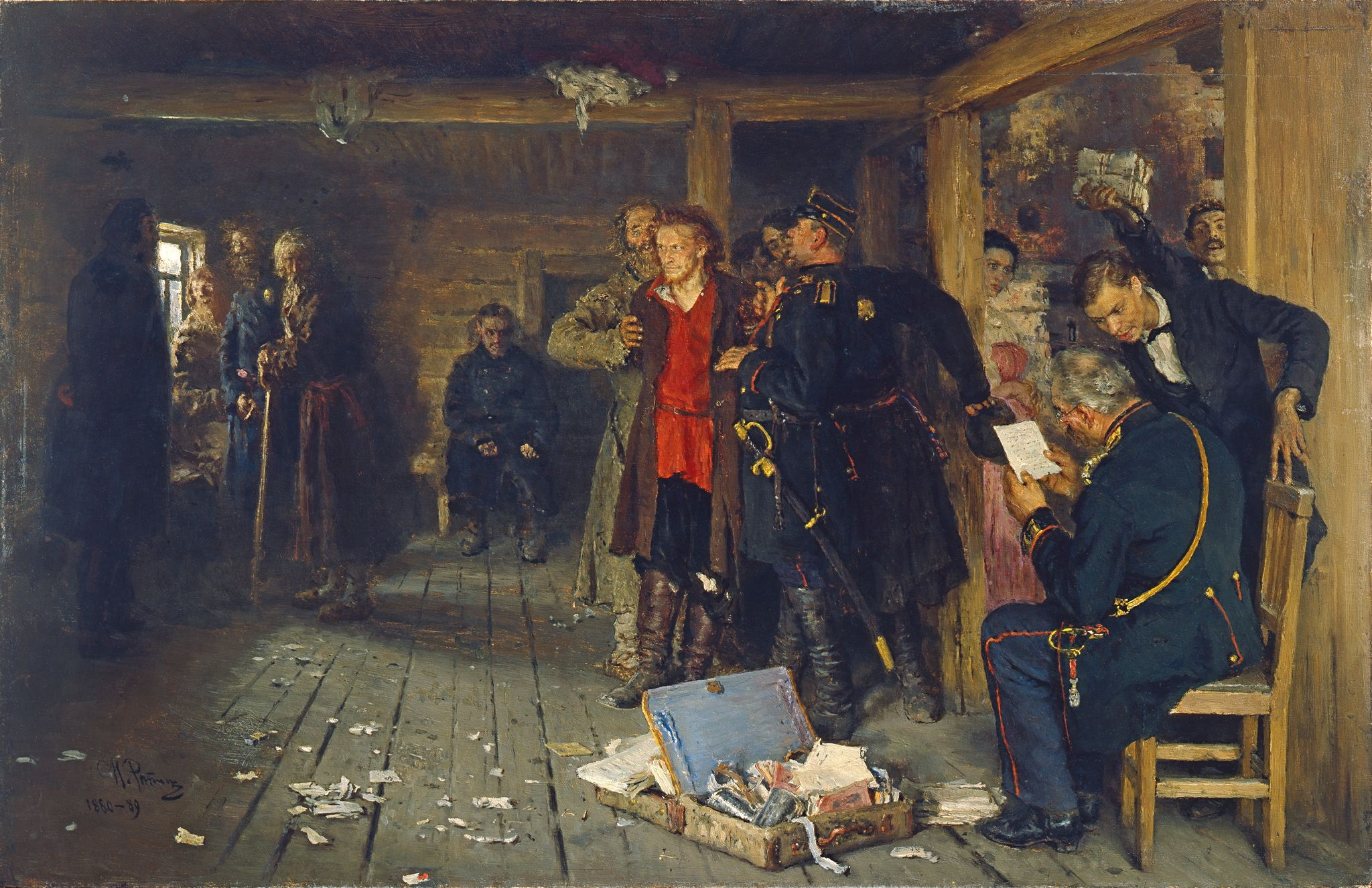
"El arresto del propagandista" es una representación de Ilya Repin que reproduce la represión zarista del movimiento de estudiantes rusos que bajo el lema "Ir al pueblo", divulgaban entre los sectores populares las obras censuradas originando el movimiento populista.

El populismo, según la RAE, es una «tendencia política que pretende atraerse a las clases populares». Su origen es un movimiento ruso del siglo XIX, llamado narodnismo (Narodnichestvo, народничество), término que se traduce al español como populismo, derivado del lema «ir hacia el pueblo», que obraba como guía para los movimientos democráticos rusos de la segunda mitad del siglo XIX. 
Aunque se trata de un concepto difícil de definir con exactitud ya que designa realidades diferentes, en algunas corrientes de las ciencias sociales es concebido como una ideología que se basa en la distinción y la oposición dualista entre «el pueblo» (que es visto como una entidad soberana) y «la élite» (concebida como una expresión de desigualdad política no deseada). Por otro lado, el uso del calificativo «populista» se hace habitualmente en contextos políticos y académicos, de manera peyorativa, sin que del término se desprenda por sí mismo una evidente identificación ideológica, sino más bien una estrategia o estilo de hacer política —independiente del espectro izquierda-derecha—. En los últimos tiempos el término «populismo» también es utilizado como cajón de sastre para incluir en él fenómenos políticos de difícil clasificación. En cualquier caso, los populismos se suelen manifestar de manera relacional y disruptiva, acusando a un poder imperante que oprime a una mayoría silenciada. Desde esta perspectiva, un populista es quien busca representar a esa supuesta mayoría silenciada, avivándola para rebelarse en contra de esa supuesta minoría opresora.
Quienes piensan que el populismo constituye una corriente política con características objetivas, destacan aspectos como la simplificación dicotómica, el antielitismo (propuestas de igualdad social o que pretendan favorecer a los más débiles), el predominio de los planteamientos emocionales sobre los racionales, la movilización social, etc. Otros estudiosos consideran que el populismo es la contracara del elitismo y que el sistema político más adecuado es el pluralismo, que no cae en ninguno de ambos extremos, haciendo que el poder fluctúe entre todos los agentes políticos, equilibrando las diferencias; esta visión cuestiona la idea inicial de la Constitución de los Estados Unidos, "We the people" (Nosotros el pueblo), para sostener que no existe "el pueblo", sino que existen múltiples pueblos en cada país.

## Definición

### Un término polémico
El término «populismo» se suele usar de forma retórica en sentido peyorativo con la finalidad de denigrar a los adversarios políticos, hasta el punto de identificar «populismo» con demagogia, como hace Ralf Dahrendorf: «Populistas a la derecha, populistas a la izquierda. Quien dice "populismo" se adentra en un terreno difícil… En todo caso, el concepto de populismo es peyorativo… Hablamos entonces de demagogia, y la demagogia tiene un gran repertorio de métodos». Una posición similar es la que sostiene Francesc de Carreras.
Asimismo el término «populismo» se suele usar en contextos muy diferentes sin precisar una definición clara de su significado. Se ha llegado a aplicar en el ámbito religioso para calificar a la teología de la liberación y a la teología del pueblo, —el propio papa Francisco ha sido calificado como populista— e incluso para referirse a la acción política de los grupos económicos concentrados, con la expresión «populismo del capital». Hay autores que llegan a negar que se pueda definir el término populismo. Es el caso, por ejemplo, de Ezequiel Adamovsky que cuestiona la validez científica del populismo como categoría: «¿Sirve una categoría que se le puede aplicar tanto a la coalición de izquierda griega de Syriza como a sus enemigos del movimiento neonazi Amanecer Dorado? Como concepto para entender la realidad, el populismo se ha extinguido». Este mismo autor afirma lo siguiente:

Es un término que se utiliza para definir una serie de fenómenos políticos muy disímiles, que no tienen nada en común, y que agrupan por ejemplo a alguien autoritario, misógino, de derecha y xenófobo como Donald Trump y también pretende meter en la misma bolsa a Podemos en España, que en todos esos rubros tiene ideas exactamente opuestas. Pretende meter la ultraderecha junto con la izquierda; a gobiernos de tendencia centro izquierdista latinoamericanos junto con grupos neonazis de Alemania. Y el modo en que los agrupa es metiendo en una misma bolsa justamente todo lo que se aparta de lo que se supone que es el ideal de buena democracia, que no es otra cosa que la democracia liberal.

### Las definiciones del «populismo» desde América Latina
En América Latina se han formulado cuatro definiciones del término «populismo»: estructuralista, económica, político-estratégica y discursiva.
Estructuralista
La estructuralista define el populismo «como un tipo de régimen político que se sustenta en una alianza multiclasista y un liderazgo carismático con el objetivo de implementar el denominado modelo de desarrollo de industrialización por sustitución de importaciones».
Económica
La económica, que tiene un sentido peyorativo, identifica el populismo con «un conjunto de políticas macroeconómicas promovidas con el fin de ganar elecciones, pero que, una vez implementadas, terminan por generar niveles de gasto insostenible y desencadenan, tarde o temprano, profundas políticas de ajuste».
Político-estratégica
La tercera definición, la político-estratégica, concibe al populismo «como liderazgos personalistas que son capaces no solo de movilizar a una gran cantidad de votantes que no tienen vinculaciones entre sí, sino también de montar una maquinaria electoral con escasa institucionalidad que es dirigida por el líder personalista en cuestión».
Discursiva
En cuarto y último lugar, la posición discursiva define el populismo como «la construcción de una identidad popular que articula una serie de demandas insatisfechas mediante la identificación de una elite que se opone a los designios del pueblo». Hay  que señalar que esta última definición se ha extendido fuera de América Latina gracias a la influencia de los escritos del filósofo argentino Ernesto Laclau.
Por su parte el argentino Juan Santiago Ylarri propone como los rasgos que más frecuentemente se encuentran presentes en aquellos movimientos catalogados como populistas los siguientes: rechazo a los profesionales de la política; desconfianza en las instituciones públicas existentes; diálogo directo entre la dirección del movimiento y la base social; fuerte voluntad de movilización y participación; retórica nacionalista; liderazgo caudillista.

### La definición «ideacional» del populismo
En la segunda década del siglo XXI se ha difundido el llamado «enfoque ideacional» sobre la definición del populismo —que es quizás el que ha tenido más éxito— al considerar este como un discurso, una ideología o una cosmovisión. Cas Mudde y Cristóbal Rovira Kaltwasser, partiendo de este enfoque, definen así el populismo: «una ideología delgada, que considera la sociedad dividida básicamente en dos campos homogéneos y antagónicos, el pueblo puro frente a la elite corrupta, y que sostiene que la política debe ser la expresión de la voluntad general (volonté générale) del pueblo».
Al calificar de «delgada» la ideología populista Mudde y Rovira Kaltwasser quieren decir que está poco desarrollada ―su núcleo ideológico y sus conceptos son limitados, a diferencia de ideologías «gruesas» o «plenas» como el socialismo, el liberalismo o el fascismo― por lo que para definir su mensaje los populistas tienen que recurrir necesariamente a otras ideologías ―«ideologías huésped», las llaman Mudde y Rovira Kaltwasser―, lo que explicaría que el populismo haya adoptado múltiples formas en diferentes lugares y épocas y que existan populismos de derechas y de izquierdas —los de derechas tendrían como «ideología huésped» algún tipo de nacionalismo y los de izquierdas alguna forma de socialismo—. En este sentido el populismo es «una suerte de mapa mental gracias al cual los individuos analizan y comprenden la realidad política». Sus ideologías opuestas serían el elitismo, que cree que «el pueblo» es peligroso, deshonesto y vulgar; y el pluralismo, que es contrario a la visión dualista y maniquea tanto del populismo como del elitismo.
En la definición de Mudde y Rovira Kaltwasser se incluyen lo que ellos llaman los tres «conceptos centrales» del populismo: el pueblo, la elite y la voluntad general. El concepto «el pueblo» es entendido por el populismo en tres sentidos: como detentador de la soberanía ―los populismos propugnan «devolverle el gobierno al pueblo» frente a unas elites que lo han usurpado―, como «la gente común» ―reivindicando la dignidad y el reconocimiento de los grupos que por su posición socioeconómica o sociocultural son «excluidos» del poder, como los «descamisados» del peronismo― y como la nación ―como la comunidad nacional definida en términos cívicos o étnicos―. Por su parte la elite, calificada como «corrupta» y «usurpadora» de la voz del pueblo, es definida sobre la base del poder, por lo que sería equivalente al establishment e incluiría a los líderes políticos, económicos y mediáticos. El tercer «concepto central» del populismo es la voluntad general o «voluntad del pueblo», una idea tomada de Rousseau del que los populistas comparten su crítica al gobierno representativo y su preferencia por la democracia directa. Un ejemplo de cómo entienden los populistas el principio de la voluntad general puede ser el siguiente fragmento del discurso inaugural de Hugo Chávez de 2007:

Todos los particulares están sujetos al error o a la seducción; pero no así el pueblo, que posee en grado eminente la conciencia de su bien y la medida de su independencia. De este modo, su juicio es puro, su voluntad fuerte; y por consiguiente, nadie puede corromperlo, ni menos intimidarlo.

Estos mismos autores señalan tres tipos de movilización populista: el liderazgo personalista —que constituye «la forma de movilización populista por antonomasia»—, el movimiento social —el menos frecuente— y el partido político. El predominio de uno u otro tipo de movilización depende del tipo de sistema político en el que opere. Así, el liderazgo personalista es más frecuente en los sistemas presidencialistas, mientras que el partido político predomina en los sistemas parlamentarios.
El «enfoque ideacional» ha sido cuestionado por otros autores. Por ejemplo, Enzo Traverso propone considerar el populismo no como una ideología, sino como un procedimiento retórico consistente en la exaltación de las virtudes «naturales» del pueblo para movilizar a las masas en contra del sistema.

## Historia

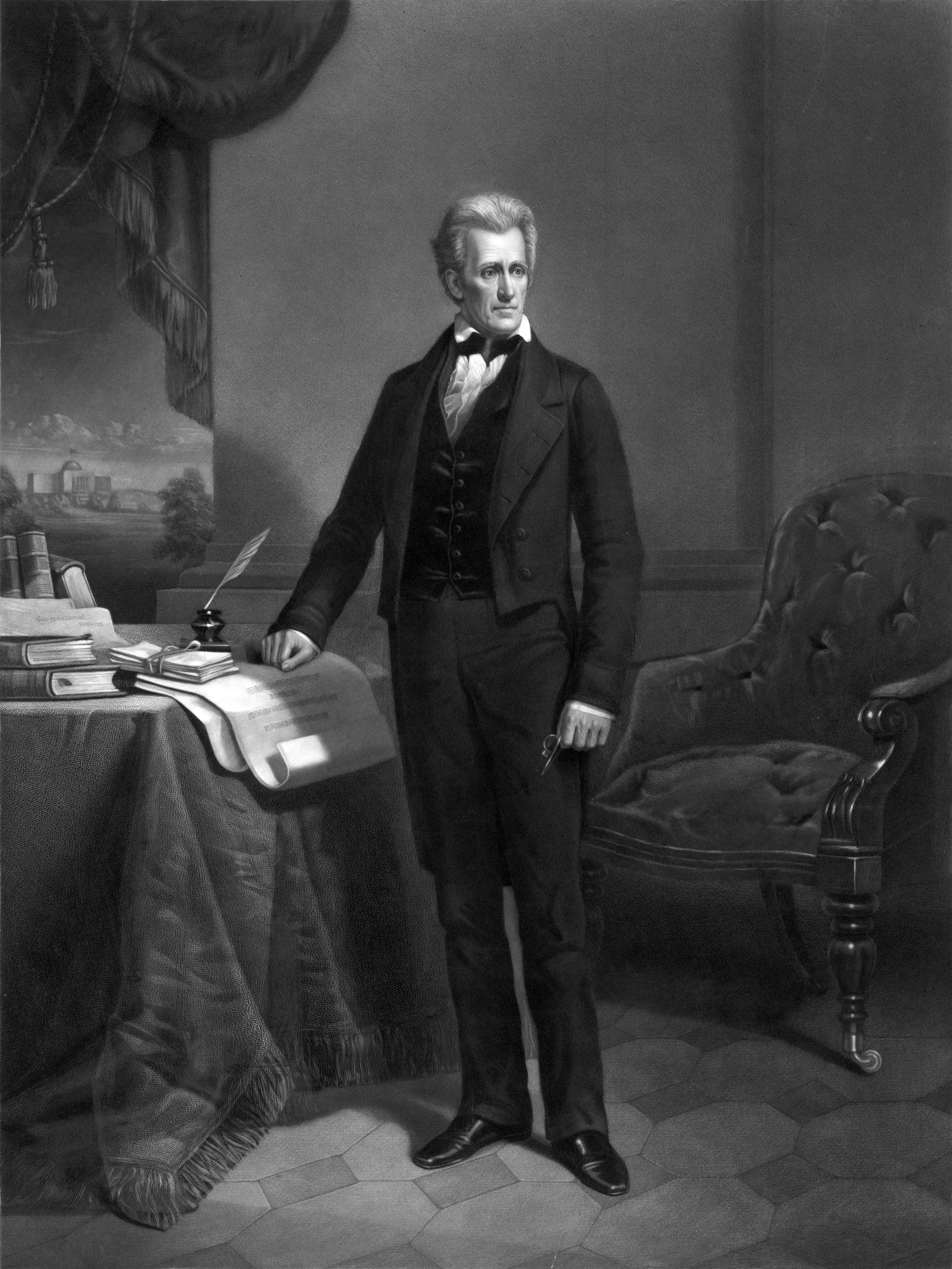
Andrew Jackson, caracterizado como el "primer presidente populista de Estados Unidos".

"Populismo" fue el nombre de un movimiento republicano surgido a finales del siglo XIX en el Imperio Ruso, con el fin de reemplazar la monarquía por una democracia. Ni antes, ni después, ningún otro movimiento en el mundo se definió como populista. Pese a ello, algunos estudiosos han sostenido que, tanto antes como después, aparecieron otros movimientos y partidos políticos "populistas", aun sin que ellos mismos se reconocieran como tales. Otros estudiosos prefieren utilizar la palabra "popular" para definir los movimientos y partidos políticos que colocan al pueblo, como sujeto primordial de la vida política, cuestionando el habitual significado peyorativo con el que es utilizado el mote "populista".
Mudde y Rovira Kaltwasser sostienen una teoría según la cual todos los movimientos políticos pueden dividirse en tres grupos: el elitismo, el populismo y el pluralismo. El elitismo es aquel partido o movimiento que sostiene que el poder político debe ser detentado por las élites, el populismo es aquel que sostiene que el poder político debe ser detentado por el pueblo (soberanía del pueblo) y el pluralismo es aquel que sostiene que el poder debe fluctuar entre todos los agentes políticos, equilibrando las diferencias. Según ellos, desde el siglo XIX, «el populismo ha pasado de ser un pequeño grupo elitista en la Rusia zarista, y un amplio aunque desorganizado grupo en algunas regiones de Estados Unidos, a un fenómeno político diverso que cubre el planeta entero». Otro autor, Michel Wieviorka, distingue dos épocas en la historia del populismo: la que concluye en la década de 1960 o a principios de la de 1970; y la segunda, a la que denomina del populismo contemporáneo. Mudee y Rovira Kaltwasser consideran que, lo que denominan "populismo", ha tenido un gran desarrollo en América Latina debido a «la combinación de altos niveles de desigualdad económica y períodos relativamente largos de gobierno democrático».

### SigloXIX

#### Antes del populismo ruso
En Argentina, historiadores como Luciana Sabina y Rubén H. Zorrilla, sostienen que los llamados "caudillos", que gobernaron las provincias después de la independencia (1810-1816), fueron populistas. En los Estados Unidos, Andrew Jackson, quien gobernó entre 1829 y 1839 ha sido considerado el primer presidente populista de ese país.

#### El populismo (narodismo) ruso

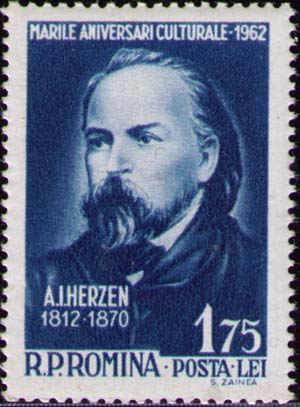
Estampilla rumana del socialista ruso Aleksandr Herzen (1812-1870), quien sentó las bases ideológicas del populismo o narodismo, proponiéndoles a los jóvenes estudiantes que fueran hacia el pueblo.

El populismo ruso, o narodnismo (de народ = narod, pueblo, gente, nación; y ник = nik, equivalente al sufijo "ismo") comenzó a mediados del siglo XIX, como un movimiento cultural, inspirado por pensadores socialistas como Aleksandr Herzen, quien formuló en 1861 el eslogan "¡Al pueblo!", impulsando un movimiento de estudiantes conocido como "Caminando con el pueblo", que se definieron a sí mismos como "propagandistas" y tuvieron como misión dar a conocer a los sectores populares las obras censuradas por el gobierno monárquico.
El populismo ruso (naródnichestvo) no fue un movimiento único ni homogéneo, sino más bien una inspiración ética de tomar contacto con los sectores populares, que tuvieron gran cantidad de movimientos y organizaciones políticas, culturales y artísticas rusas, con el fin de no divorciar a las élites de pensadores, políticos, artistas y estudiantes, de los sectores populares.
Entre la gran cantidad de organizaciones narodistas o populistas, se encuentran Voluntad del Pueblo, uno de cuyos miembros asesinó al zar Alejandro II en 1881, y Repartición Negra. Ninguna de las organizaciones populistas rusas logró establecer un movimiento campesino masivo, pero los principios del populismo ruso influyeron en la mayoría de los partidos políticos que promovían la democracia. Los populistas rusos, a su vez, influyeron en los movimientos agraristas que se extendieron por Europa del Este durante las dos primeras décadas del siglo XX. Estos movimientos «consideraban al campesino como la principal fuente de moralidad, y la vida agrícola constituía el cimiento de la sociedad; además, se oponían con vehemencia a la elite urbana, a las tendencias centralizadoras y a la base materialista del capitalismo, abogando en su lugar por preservar las pequeñas granjas familiares y la autogestión».

#### El "populismo de pradera" estadounidense
Surge en los estados del medio oeste de Estados Unidos que a finales del siglo XIX estaban viviendo agudos procesos de cambio económico que afectaban duramente al mundo rural. Allí se desarrolló en las dos últimas décadas del siglo XIX y la primera del siglo XX el que se ha denominado «populismo de pradera» (prairie populism) que consideraba que «el pueblo» (puro) eran los agricultores libres e independientes (yeomen) de origen europeo y «la elite» (corrupta) eran los banqueros parásitos que vivían de lo que los demás producían (en línea con la extendida ideología del producerism) y los políticos que estaban a su servicio.
Así la distinción entre el «pueblo» y la «elite» «era moral, geográfica y ocupacional; es decir, campesinos rurales buenos por una parte y banqueros y políticos urbanos corruptos por otra». En los Estados Unidos se formó un partido político populista, el Partido del Pueblo, que consiguió representación en las asambleas legislativas de varios estados en la década de 1890, aunque no llegó a tener presencia nacional. En las elecciones presidenciales de 1896 se alió con el candidato del Partido Demócrata, William Jennings Bryan, que escogió como compañero de fórmula al populista Thomas E. Watson como candidato a la vicepresidencia. La derrota en esas elecciones supuso un duro golpe para el Partido del Pueblo, del que nunca se recuperó ―se acabaría disolviendo en 1908―.

### SigloXX(hasta 1989)

#### Los Granjeros Unidos de Alberta (Canadá)
Los Granjeros Unidos de Alberta (United Farmers of Alberta, UFA) fue un partido que gobernó la provincia canadiense de Alberta entre 1921 y 1935. Según Francisco Panizza fue un movimiento populista.

#### La Revolución mexicana

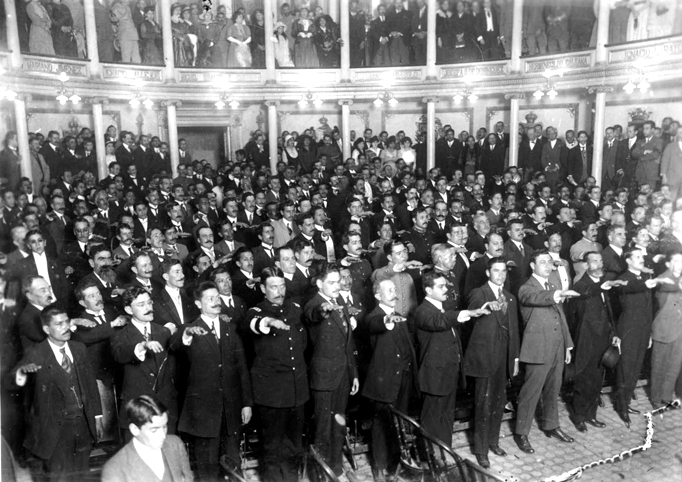
Juramento de la Constitución mexicana de 1917, la primera del mundo en establecer el constitucionalismo social.

En 1910 se inició la Revolución mexicana, que se extendió durante décadas. Adalberto Santana la caracteriza como una "inédita revolución populista" en los siguientes términos: 

Sin duda hay muchas visiones e interpretaciones sobre la Revolución Mexicana. Sin embargo, desde una interpretación más objetiva se parte del criterio de que esa revolución, lejos de ser la única, “estuvo lejos de ser una revolución social; más bien constituía una forma, inédita en la historia, de revolución política, a saber: una revolución populista.

#### Argentina: radicalismo y peronismo
En 1916 asumió en Argentina el primer presidente elegido por voto secreto, Hipólito Yrigoyen, de la Unión Cívica Radical. Según Rodolfo Richard-Jorba se trató de un movimiento populista, que sería continuado por el peronismo, entre 1946 y 1955, aunque ninguno de los dos partidos se autodefine como populista. Yrigoyen fue sucedido por Marcelo T. de Alvear en 1922 y reelegido en 1928, para ser derrocado por un golpe cívico-militar de derecha elitista en 1930, el primero de una larga secuencia de golpes cívico-militares de derecha liberal, que derrocarían a todos los gobiernos radicales y peronistas hasta 1983. El radicalismo volvió a gobernar con Arturo Frondizi (1958-1962), Arturo Illia (1963-1966), Raúl Alfonsín (1983-1989) y Fernando de la Rúa (1999-2001). El peronismo volvió a gobernar con Cámpora-Perón-Martínez (1973-1976), Carlos Menem (1989-1999), Eduardo Duhalde (2002-2003), Néstor Kirchner (2003-2007), Cristina Fernández de Kirchner (2007-2015) y Alberto Fernández (2019-2023). El peronismo desarrolló un programa en el que la máxima prioridad la tiene la justicia social, a través de una representación combinada de dirigentes locales, sindicatos y mujeres.[cita requerida]

#### Estados Unidos: Franklin D. Roosevelt

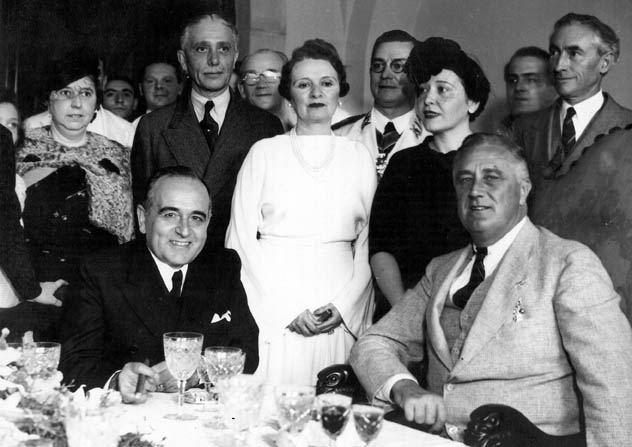
Franklin D. Roosevelt con el presidente brasileño Getúlio Vargas, el 27 de noviembre de 1936.

En 1933 ganó las elecciones presidenciales en Estados Unidos Franklin D. Roosevelt, siendo reelegido tres veces hasta su muerte en 1945, llevando adelante una política de intervención estatal y redistribución del ingreso con apoyo sindical, conocida como New Deal. David Greenberg considera que se trató de un movimiento populista.

#### Getulio Vargas en Brasil y José María Velasco Ibarra en Ecuador
En 1930 hubo un golpe de Estado militar en Brasil que colocó a Getúlio Vargas como presidente, manteniéndose en el poder hasta 1945. Mudde y Rovira Kaltwasser consideran que se trató de un movimiento populista, que fue consecuencia de la Crisis de 1929 y que estuvo emparentado con el primer peronismo en Argentina (1945-1955) y el velasquismo en Ecuador (1934-1935, 1944-1947, 1952-1956, 1960-1961, 1968-1972), formando parte de lo que denominan primera ola del populismo latinoamericano, que desarrollaron una ideología del americanismo que defendía la identidad común de todos los habitantes de América Latina y al mismo tiempo denunciaba las injerencias imperialistas, adoptando tendencias corporativistas. Según Mudde y Rovira Kaltwasser, los tres coincidieron esencialmente en su definición del «pueblo puro», como «una comunidad mestiza virtuosa compuesta de campesinos y trabajadores» ―excluyendo de ella a los indígenas y a los negros― y de la «elite corrupta» como una «oligarquía nacional en alianza con fuerzas imperialistas, que se oponía al modelo de industrialización por sustitución de importaciones», con lo que no identificaban a esa elite con el establishment sino solo a la parte de él que se oponía a ellos.

#### Partido del Crédito Social de Alberta (Canadá)
El Partido del Crédito Social de la provincia canadiense de Alberta, dirigido por William Aberhart, gobernó entre 1935 y 1971. Según Panizza fue un movimiento populista de derecha, que promovió los principios del crédito social. El movimiento del Crédito Social se desarrolló en Canadá entre las décadas de 1930 y 1960, articulándose en partidos regionales y en un partido político nacional (el Partido Crédito Social de Canadá).

#### Gabriel Terra y Luis Batlle en Uruguay

##### Terra
Gabriel Terra fue presidente de Uruguay entre 1931 y 1938. Instauró un gobierno de carácter antiliberal, nacionalista, y populista, al que se opusieron el Batllismo (del Partido Colorado), los Blancos Independientes (escisión del Partido Nacional), y la izquierda. En 1933 dio un golpe de Estado junto a Luis Alberto de Herrera, mediante el cual disolvió el Parlamento. Tal período presidencial de facto duró 5 años.

##### Berres
Luis Batlle Berres fue presidente de Uruguay entre 1947 y 1955, con apoyo del herrerismo y el socialismo. Su gobierno ha sido definido como populista por Vivian Trías, asimilándolo al peronismo argentino y al varguismo brasileño.

#### Poujadismo en Francia
En Francia, en las elecciones legislativas de Francia de 1956, el poujadismo dejó una huella en la política francesa hasta el punto de que «poujadismo» se convirtió en sinónimo de populismo.

#### Macartismo en Estados Unidos
En la década de 1950 en Estados Unidos se extendió el macartismo, un movimiento anticomunista profundamente reaccionario para el que «el pueblo» eran los (verdaderos) americanos corrientes y patrióticos, y «la elite corrupta», los sectores acomodados del Nordeste del país que simpatizaba con las ideas socialistas «antiamericanas» y que vivía a expensas del duro trabajo del «pueblo». El macartismo desapareció cuando se conocieron los excesos cometidos durante la caza de brujas anticomunista dirigida por el senador por Wisconsin Joseph McCarthy, pero la estela populista derechista que dejó fue aprovechada por algunos políticos conservadores como el republicano Richard Nixon, que apeló a la «mayoría silenciosa» en referencia al (verdadero) «pueblo americano» que no se dejaba embaucar por la elite (liberal) que pretendía silenciarlo, o George C. Wallace, exgobernador del estado de Alabama, que se presentó a las elecciones presidenciales de Estados Unidos de 1968 como candidato del ultraderechista y segregacionista Partido Independiente Americano ―consiguió casi diez millones de votos, el 13,5% de los emitidos―.

#### La Revolución cubana
En la medianoche que enlaza 1958 con 1959 triunfó la Revolución cubana, con el liderazgo de Fidel Castro, manteniéndose en adelante en el poder. La Revolución cubana, que adhirió al comunismo pocos años después del triunfo, ha sido calificada como una revolución populista por Carlos Alberto Montaner.

#### Robert F. Kennedy en Estados Unidos

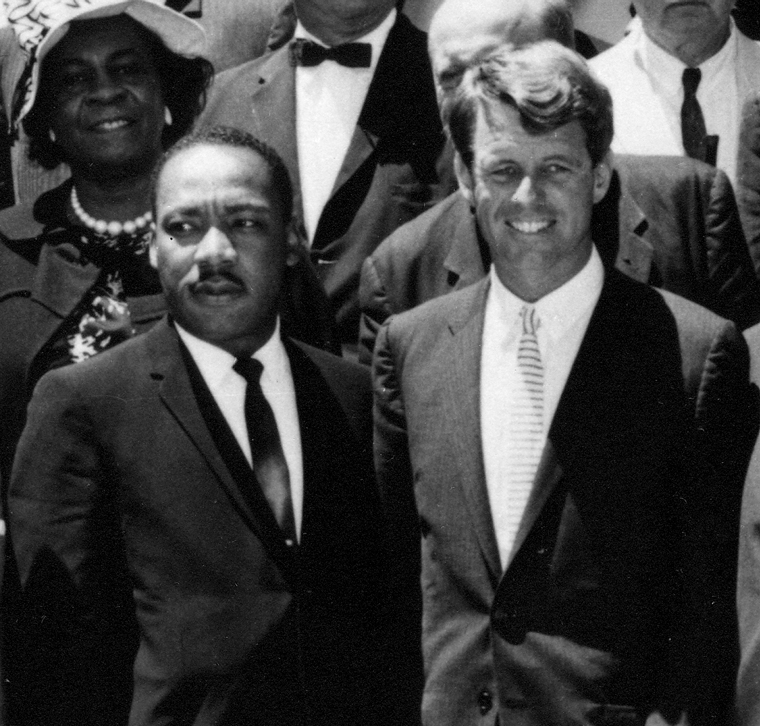
Robert F. Kennedy y Martin Luther King.

En 1968 fue asesinado en Estados Unidos Robert F. Kennedy, hermano del expresidente John F. Kennedy, del que fue uno de sus principales asesores. Robert Kennedy fue asesinado mientras realizaba la campaña para las elecciones presidenciales, con altas posibilidades de ganar las mismas. Sus ideas y programa de gobierno han sido caracterizadas como "populismo inclusivo" por Richard D. Kahlenberg, y Stefano Vaccara.

#### Indira Gandhi en India
Indira Gandhi fue la primera ministra de la República de la India entre 1966-1977 y 1980-1988, menos de dos décadas después de que su país conquistara la independencia del Imperio Británico, bajo el liderazgo de su padre, Jawaharlal Nehru, luego de un siglo de dependencia colonial. Indira Gandhi ha sido considerada por estudiosos como Bharat Wariavwalla y Prabhash Ranjan, como la primera y más importante líder populista de la historia india.

#### El reaganismo en Estados Unidos
En 1981 Ronald Reagan fue elegido presidente de Estados Unidos, siendo reelegido en 1985 hasta 1989. Reagan llevó adelante una política económica y social conocida como "revolución conservadora" y denominada también como reaganomics. Varios autores como Norman Birnbaum, o Terri Bimes, califican a Reagan y su política como populismo.

### 1989-2000
Mudde y Rovira Kaltwasser sostienen que en la década de 1990 se desarrolla lo que ellos llaman la segunda ola del populismo latinoamericano que tiene sus ejemplos más representativos en Argentina, con Carlos Menem; en Brasil, con Fernando Collor de Mello; y en Perú, con Alberto Fujimori ―cuyo legado fue asumido por su hija Keiko Fujimori― . Los tres accedieron al poder en medio de una profunda crisis económica, culpando a la élite de la misma (salvo el caso de Menem) y proclamando que venían a restablecer la legítima soberanía del «pueblo» (salvo el caso de Menem). Una vez en el poder los tres aplicaron las duras políticas de ajuste neoliberales impuestas por el Fondo Monetario Internacional y el Consenso de Washington, luego de la victoria de Estados Unidos en la Guerra Fría.[cita requerida]
En esta segunda ola populista latinoamericana, la «elite corrupta», a diferencia de la primera, fue identificada como la «clase política» que defendía un Estado fuerte y se oponía al desarrollo del mercado libre ―en este caso no se apeló ni al americanismo ni al antiimperialismo―, mientras que «el pueblo», siguiendo la óptica neoliberal, según Mudde y Rovira Kaltwasser, «era retratado como una masa de individuos pasivos, cuyas ideas podían deducirse de las encuestas de opinión», Una de las características de esta segunda ola populista fue la adopción de programas para combatir la pobreza. aunque esa descripción no se ajusta al caso de Menem en Argentina.

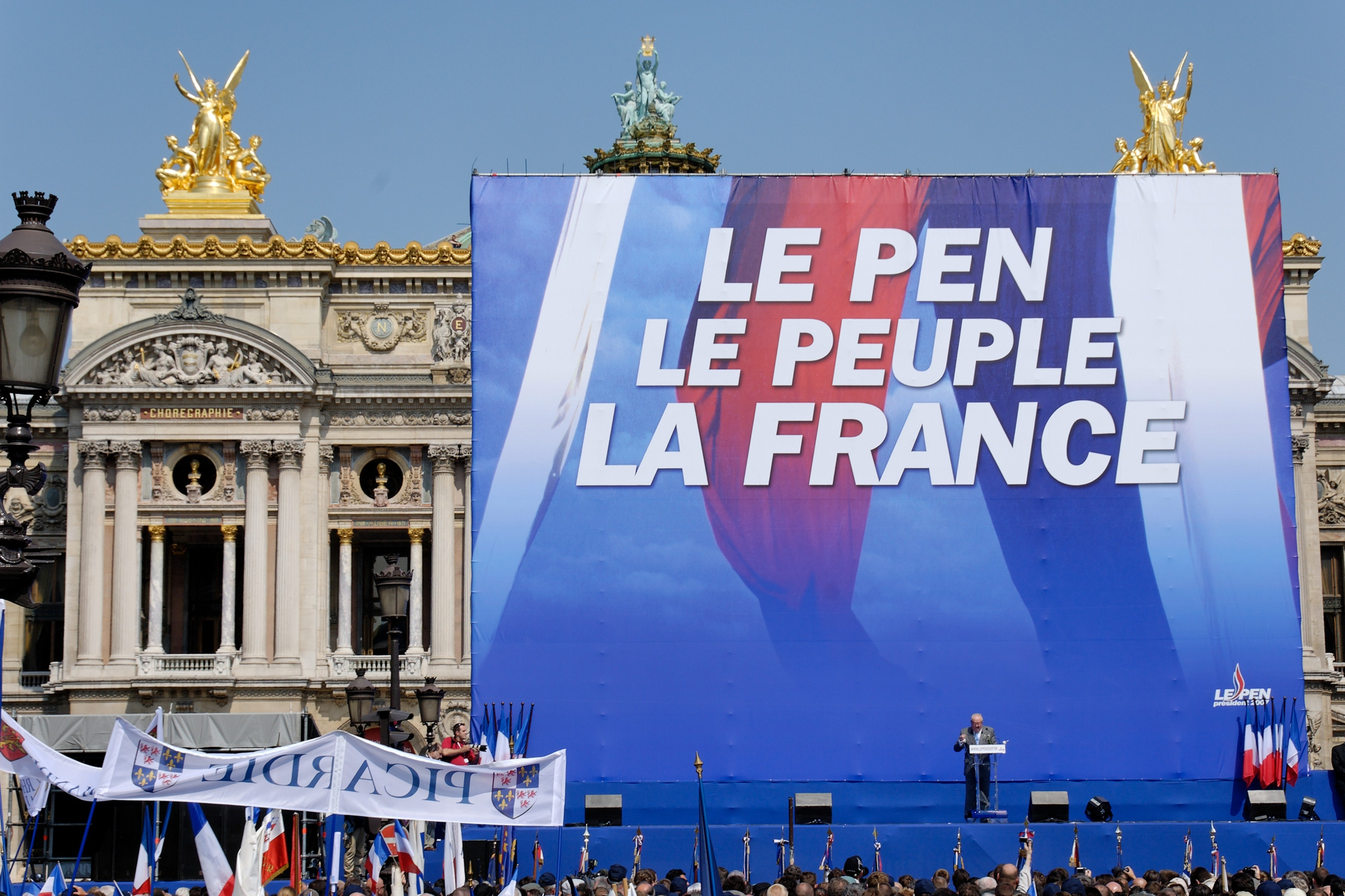
Jean Marie Le Pen dirigiéndose a la multitud en París durante el homenaje anual a Juana de Arco (1 de mayo de 2007).

En Europa el populismo irrumpió en la vida política en la década de 1990 adoptando en su mayoría una forma autoritaria, nativista y xenófoba, como el Partido del Progreso de Noruega, el Vlaams Belang del estado federado belga de Flandes  o la italiana Liga, liderada por Umberto Bossi. Su modelo fue el Frente Nacional de Francia, fundado en 1972 por Jean Marie Le Pen, antiguo diputado poujadista, y también, pero en menor medida, el Partido de la Libertad de Austria (FPÖ) de Jorg Haider. Otros partidos, en cambio, surgieron de la política tradicional adoptando como «ideología huésped» el neoliberalismo ―proponiendo rebajas de impuestos y desregulación de los mercados―. Fue el caso del británico UKIP liderado por Nigel Farage, fundado en 1993, y de  Forza Italia de Silvio Berlusconi, fundado en 1994.
Donde se produjo la mayor proliferación de partidos y organizaciones populistas (de derecha) durante la década de 1990 fue en la Europa central y oriental como consecuencia de la desaparición de los regímenes comunistas tras la Revolución de 1989. En prácticamente todas las primeras elecciones democráticas que se celebraron se presentaron partidos populistas, como el Foro Cívico de Checoslovaquia que lo hizo con el eslogan «Los partidos son para su afiliados, Foro Cívico es para todos». Algunos de estos partidos tuvieron una vida muy corta como el Partido X de Polonia encabezado por el oscuro empresario polaco-canadiense Stanislaw Tyminski ―que llegó a competir con Lech Walesa en la segunda vuelta de las elecciones presidenciales de Polonia de 1990―. Otros se consolidaron como el populista de izquierda Dirección-Socialdemocracia (SMER) de Eslovaquia.
En Estados Unidos el multimillonario texano Ross Perot se presentó como candidato a las elecciones presidenciales de Estados Unidos de 1992 con el lema United We Stand, America (‘Unidos resistimos, América’) y con un programa populista de derechas. Empleaba un lenguaje llano para atraerse a la gente «pura» del centro del país a la que enfrentaba a la «elite liberal» (corrupta) de la Costa Este de Estados Unidos ―educada en la «perversa» Ivy League― que se había «apropiado» del gobierno federal y defendía políticas «antiamericanas». Así prometió al (verdadero) pueblo americano que «limpiaría el granero» de Washington para que dejara de socavar los valores del «pueblo» y de otorgar «privilegios especiales» a las minorías, que no los merecen. Obtuvo el 18,9% de los votos y volvió a presentarse en las elecciones presidenciales de Estados Unidos de 1996 al frente del recién fundado por él Partido de la Reforma de los Estados Unidos. Obtuvo el 8,4% de los votos (unos ocho millones de sufragios), diez puntos menos que cuatro años antes.
Fuera de Europa y América se produjo el surgimiento de partidos populistas en Australia y Nueva Zelanda muy semejantes a los populistas de derecha europeos. Tanto Nueva Zelanda Primero (NZF) como el australiano Una Nación (PHON) fueron el resultado de la frustración creada en ciertos sectores por el incremento de la inmigración y la aplicación de reformas neoliberales del estado del bienestar. Ambos partidos compartían el nativismo como una de las bases de su ideología. Así, por ejemplo, la líder de Una Nación Pauline Hanson, defendía a los descendientes de los colonos británicos que habitan la Australia rural frente a la elite intelectual urbana que, según ella, «quiere poner este país patas arriba devolviendo Australia a los aborígenes».

### 1998-2015

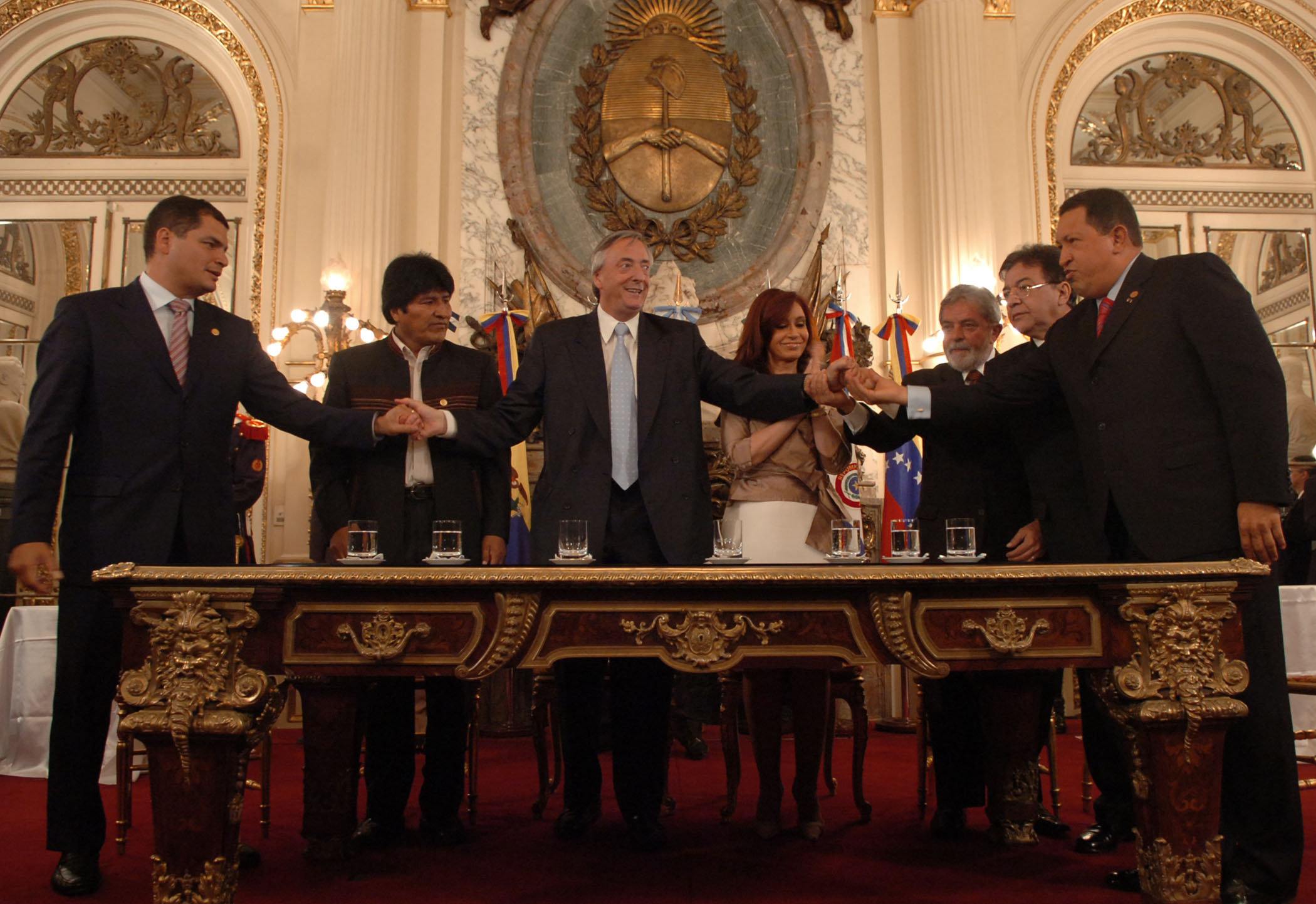
Creación del Banco del Sur. En la foto, de izquierda a derecha: Rafael Correa, Evo Morales, Néstor Kirchner, Cristina Fernández de Kirchner, Lula, Nicanor Duarte y Hugo Chávez.

En las elecciones presidenciales de Venezuela de 1998 obtuvo la victoria Hugo Chávez abriendo una etapa de gobiernos latinoamericanos que cuestionaban las políticas neoliberales del Consenso de Washington y el Fondo Monetario Internacional que habían predominado en la década de 1990. Gobiernos con tendencias similares se establecieron en Brasil, con Lula y Dilma Rousseff, en Argentina con, Néstor Kirchner y Cristina Fernández de Kirchner, en Uruguay, con Tabaré Vázquez y Pepe Mujica, en Bolivia con Evo Morales, en Ecuador, con Rafael Correa, en Paraguay con Fernando Lugo, en Chile con Michelle Bachelet, en Nicaragua con Daniel Ortega, en El Salvador con Mauricio Funes y Salvador Sánchez Cerén. Para definir los elementos comunes de esos gobiernos se han utilizado adjetivos como "progresistas", "anti neoliberales", "socialistas" o "de izquierda". Entre las expresiones utilizadas para caracterizarlos también se encuentra "populistas". A propósito de la aplicación del término populista, el expresidente uruguayo José Mujica dijo:

La palabra populista no la uso porque la usan para un barrido y un fregado. Los que votan en Alemania por la derecha medio neonazis son populistas, en Nicaragua son populistas. Entonces, cualquier cosa es populismo. Yo saco esta conclusión: todo con lo que no se está de acuerdo, que molesta, es populista. Es una categoría que no define.
José Mujica

Todos ellos critican el neoliberalismo, aplicado en América Latina en las dos décadas finales del siglo XX uno de cuyos efectos había sido el aumento de la desigualdad, y proponen una alternativa social dirigida especialmente a las poblaciones pobres. Así, como han destacado Mudde y Rovira Kaltwasser, «estos líderes han desarrollado un concepto de pueblo puro incluyente que abarca a todas las personas excluidas y discriminadas», como se puede comprobar especialmente en el discurso «etnopopulista» de Evo Morales. Todos ellos denuncian a la élite corrupta y la identifican con el establishment que había gobernado hasta entonces.
En Estados Unidos en la primera década del siglo XXI surgieron dos movimientos populistas de signo diferente ―el movimiento populista de izquierda Occupy Wall Street y el populista de derecha Tea Party―. Sin embargo, ambos coincidían en  que pretendían dar respuesta a las graves consecuencias sociales de la Gran Recesión iniciada en 2008 por lo que compartían algunos rasgos como su oposición radical al rescate bancario acordado por el presidente republicano George W. Bush y continuado por el demócrata Barack Obama, además de que ambos decían defender «Main Street» (el «pueblo sano») contra «Wall Street» (la «elite corrupta»).

### 2015 en adelante

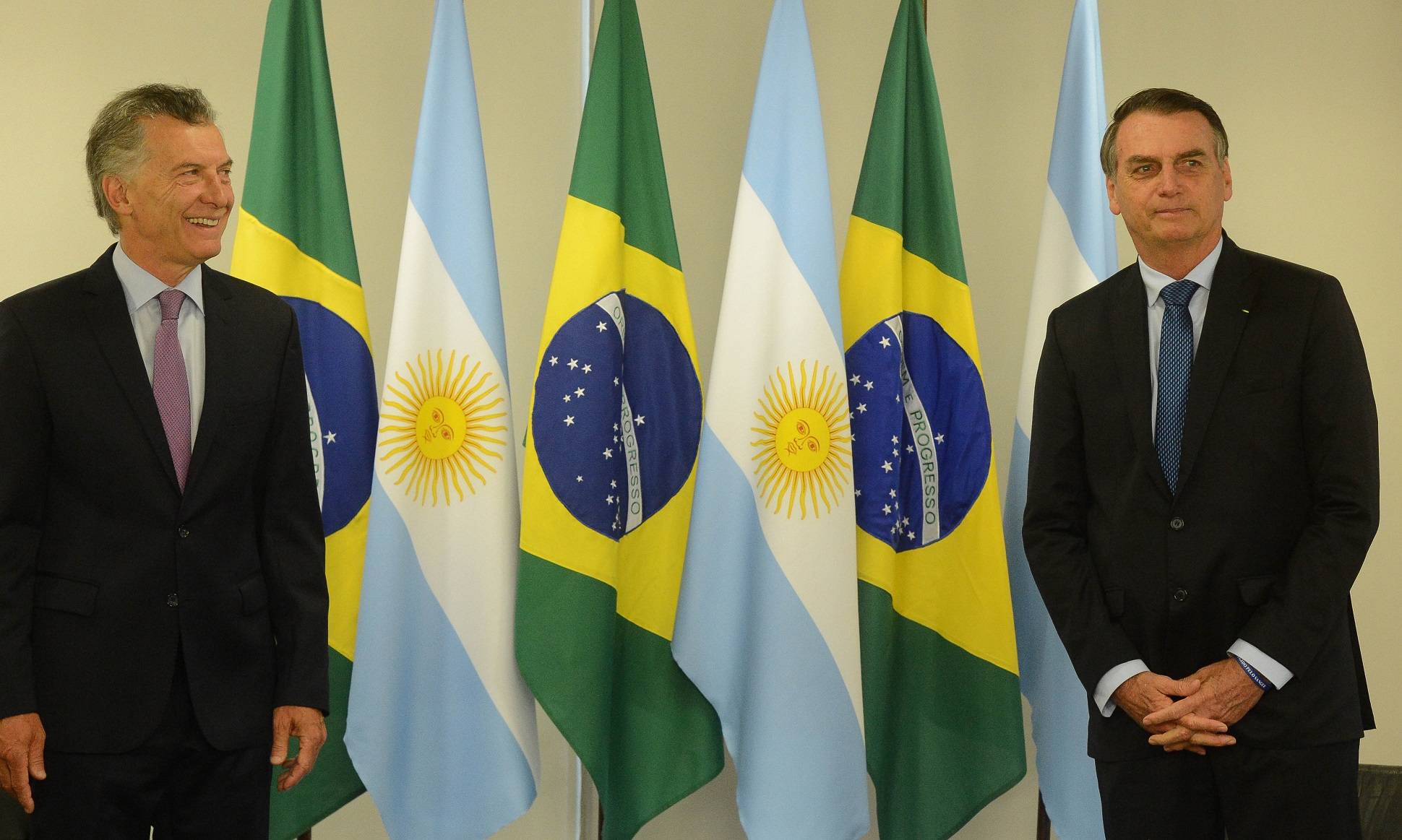
El presidente argentino Mauricio Macri (2015-2019) junto al presidente de Brasil Jair Bolsonaro.

En 2015 volvió a irrumpir en la escena política latinoamericana el populismo de derecha con la victoria de Mauricio Macri en las elecciones presidenciales de Argentina de 2015, y luego con la victoria en las elecciones presidenciales de Brasil de 2018 del ultraderechista Jair Bolsonaro.
El movimiento Occupy Wall Street se dio a conocer con la ocupación de Zuccotti Park en pleno corazón del distrito financiero de Manhattan y con su retórica de la defensa «del 99%», el pueblo americano perjudicado por la crisis, y «el 1%», la corrupta elite económica, política y mediática ―retórica que fue asumida en gran parte por el candidato de las primarias demócratas de 2016 Bernie Sanders―. Por su parte el ultraconservador movimiento del Tea Party, uno de cuyos miembros más destacados fue Sarah Palin ―candidata a la vicepresidencia en las elecciones presidenciales de Estados Unidos de 2008―, ha recurrido al producerism para exaltar a la mayoría «productiva» frente a la elite «improductiva» que identifica con los banqueros, el Partido Demócrata y Hollywood.
Muchas de sus propuestas fueron asumidas por el republicano Donald Trump que ganó las elecciones presidenciales de Estados Unidos de 2016 y cuya campaña electoral, que combinó nativismo y autoritarismo y consignas anti-establishment, estuvo dirigida por Steve Bannon, un ultraderechista próximo al Tea Party. En uno de sus discursos de campaña Trump dijo: «Nuestro movimiento quiere sustituir un establishment político fallido y corrupto por un nuevo Gobierno controlado por ustedes, el pueblo americano». Estas mismas ideas las volvió a reiterar en el discurso inaugural de su presidencia en enero de 2017:

Durante demasiado tiempo, un grupo reducido de gente en la capital de nuestra nación ha acaparado los beneficios del Estado, mientras el pueblo soportaba su coste. Washington prosperaba, pero el pueblo no era partícipe de esa riqueza. Los políticos medraban, pero el empleo se iba y las fábricas cerraban. La clase dirigente se protegía a sí misma, pero no a los ciudadanos de nuestro país. Sus victorias no han sido las vuestras; sus triunfos no han sido los vuestros; y mientras ellos lo celebraban en la capital de nuestra nación, muy poco motivo de celebración tenían todas esas familias que, por doquier del país, pasan por una situación apurada. Todo esto va a cambiar desde ya, desde aquí mismo, porque este momento es vuestro momento: os pertenece.

En este periodo en Europa central y oriental se consolidaron los populismos de derechas, llegando incluso al poder, como en Hungría, con Viktor Orbán al frente de la Fidesz-Unión Cívica Húngara (2010), y en Polonia, con el partido Ley y Justicia, PiS (2015). Ambos triunfaron con un discurso de la «revolución robada» ―en referencia a la revolución de 1989 que puso fin a los regímenes comunistas― según el cual las nuevas elites democráticas no se distinguían de las elites comunistas por lo que había que desalojarlas del poder para devolverle el poder al «pueblo».  Así Fidesz en cuanto llegó al gobierno en 2010 modificó la Constitución húngara, arguyendo que «nunca fuimos capaces de hacer lo que quisimos hacer en 1989».
Algunos de los líderes de los partidos populistas de derecha de Europa central y oriental han adoptado posiciones antisemitas ―acusando a los líderes de sus respectivos países de estar al servicio de los judíos o de Israel―, como los de la Unión Nacional Ataque (Ataka) de Bulgaria o los del Movimiento por una Hungría Mejor (Jobbik).

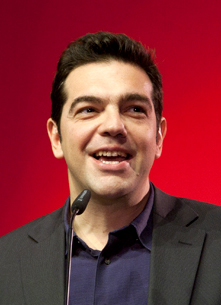
Alexis Tsipras, líder de SYRIZA.

En Europa occidental también se desarrollaron los partidos populistas de derechas ―como la Lista Pim Fortuyn o el Partido por la Libertad de Geert Wilders en los Países Bajos―. El 8 de abril de 2019 se presentó en Roma la plataforma Hacia la Europa del sentido común! con vistas a formar una gran alianza de los partidos populistas de derecha y antieuropeístas para las elecciones al Parlamento Europeo de 2019. En el acto de presentación el principal impulsor del proyecto, el líder de la Liga y vicepresidente del gobierno italiano Matteo Salvini, que estuvo acompañado por dirigentes de Alternativa para Alemania, de Verdaderos Finlandeses y del Partido Popular Danés, hizo un llamamiento a «alzarse» en las urnas para «cambiar la Europa de los burócratas y los banqueros».
Por otro lado, en este periodo aparecieron en Europa occidental populismos de izquierda como respuesta a las duras consecuencias sociales y económicas de la Gran Recesión iniciada en 2008. En Grecia surgió Syriza (Coalición de la Izquierda Radical), que llegó al poder en 2015 con Alexis Tsipras como primer ministro, con el apoyo del partido populista de extrema derecha ANEL; en Italia el Movimiento 5 Estrellas, fundado por el cómico Beppe Grillo y liderado desde 2017 por Luigi Di Maio, y que formó un gobierno de coalición con el partido populista de derecha Liga de Matteo Salvini; y en España Podemos, surgido de la protesta de los Indignados del 15-M de 2011 y cuyo líder, en ese entonces, era Pablo Iglesias. Según Mudde y Rovira Kaltwasser, «este populismo de izquierdas se asemeja al movimiento Occupy Wall Street en Norteamérica, aunque cada actor tiene sus propios enemigos y terminología específica; para Syriza, la Unión Europea es una parte importante de la elite, mientras que Podemos se opone principalmente a “la casta”, el término despectivo que emplea para referirse a la elite política nacional». En Francia ha aparecido la Francia Insumisa que Michel Wieviorka considera populista de izquierdas.
Fuera de Europa y América surgieron movimientos populistas en el sudeste asiático como consecuencia de la crisis asiática de 1997. Todos ellos atacaron a la globalización y a las elites nacionales que aplicaron las políticas neoliberales. En algunos casos se trató de líderes sin pasado político que llegaron a alcanzar el poder aunque sus mandatos fueron breves. Fue el caso de Joseph Estrada en Filipinas, Roh Moo-hyun en Corea del Sur o de Chen Shui-bian en Taiwán. El populista más prominente del sudeste asiático fue Thaksin Shinawatra de Tailandia que fue derrocado por un golpe militar pero cuyo proyecto fue continuado por su hermana Yingluck Shinawatra.
En el África Subsahariana el populismo ha tenido poco desarrollo debido al débil arraigo de la democracia liberal en la región, con lo que aquí, a diferencia de otros continentes, el populismo se asocia a caudillos autoritarios como Yoweri Museveni de Uganda o Michael Sata de Zambia. El primero cuando el Tribunal Supremo de Uganda anuló uno de sus referéndums respondió de la manera típica populista: «El Gobierno no permitirá que ninguna autoridad, ni siquiera los tribunales, usurpen los poderes del pueblo». En Sudáfrica surgió otro líder populista Julius Malema que tras ser expulsado en 2012 del Congreso Nacional Africano fundó un nuevo partido llamado Luchadores por la Libertad Económica (EFF). En Oriente Próximo cierta retórica populista apareció en la Primavera Árabe con eslóganes como «¡El pueblo quiere derrocar al régimen!», pero solo está presente en las pocas democracias de la región como Israel o Turquía ―el israelí Benjamin Netanyahu o el turco Recep Tayyip Erdoğan han recurrido a la retórica populista―.
En los últimos años se ha producido un crecimiento de un populismo de derecha que el politólogo neerlandés Cas Mudde ha calificado como derecha radical populista (populist radical right), uno de los dos subgrupos en que Mudde divide a la ultraderecha (far right) actual (el otro subgrupo sería lo que Mudde llama extrema derecha, extreme right). Mudde pone como ejempolos la irrupción en 2018 de Vox en España, la entrada en 2019 de EKRE en un gobierno de coalición en Estonia o la entrada en 2020 del Movimiento de la Patria de Miroslav Skoro en el parlamento de Croacia.

## El uso de término «populismo»
La polisemia del término o el epíteto de “populista” ha podido devenir en imprecisiones, contradicciones o vaguedades que incurren en impropiedades al tratar de establecer, así sea no explícitamente, algunos supuestos símiles –el carácter “populista”- entre líderes, partidos o movimientos de distintas partes del mundo, que pueden no tener ninguna característica compartida, ideológica o programática, y más aún, incluso encontrarse contrariados. Esta situación ha sido señalada consistentemente:

Pero la principal confusión que introduce esa identificación es la mezcla de liderazgos progresistas y reaccionarios, en la indistinta caratula del populismo. En Europa, ese combo encasilla en el mismo lugar a Melanchon con Meloni, a Crobyn con Len Pen y a Pablo Iglesias con Orbán. En América Latina, la misma ensalada ubica a Maduro junto a Bolsonaro, a Evo Morales con Kast y a Díaz Canel con Milei. Las falencias de esa mezcolanza saltan a la vista. La prensa liberal suele insistir en ese tipo de absurdas identificaciones y caprichosas amalgamas. En lugar de reiterar esa inconducente mixtura, resulta más correcto retomar el barómetro político básico que contrapone a la derecha con la izquierda, para definir la ubicación de cada fuerza. Los dos polos se distinguen con nitidez, sin ninguna necesidad de incorporar el aditamento de populista. Con ese orientador es muy visible que la izquierda radical es la principal antagonista de la ultraderecha. El concepto habitual de populismo anula esa distinción, al suponer que ambos extremos han quedado disueltos en alguna modalidad de ‘ocaso de las ideologías’.
Claudio Katz.

### En sentido negativo
El populismo con una «significación peyorativa» es el uso de «medidas de gobierno populares», destinadas a ganar la simpatía de la población, particularmente si esta posee derecho a voto, aun a costa de tomar medidas contrarias al Estado democrático. Sin embargo, a pesar de las características antinstitucionales que pueda tener,[cita requerida] su objetivo primordial no es transformar profundamente las estructuras y relaciones sociales, económicas y políticas (en muchos casos los movimientos populistas planean evitarlo), sino preservar el poder y la hegemonía política a través de la popularidad entre las masas.
En sentido general, sectores socialistas y comunistas han utilizado el término «populista» para definir a los Gobiernos que ―aun favoreciendo a los «sectores populares» (principalmente a la clase obrera)― no pretenden terminar con el sistema capitalista.
Tanto la economía keynesiana, como una posición crítica de la política exterior de Estados Unidos
han sido prácticas sustanciales del populismo latinoamericano, tanto de los años 1930-1950, como la más reciente ola de la «nueva izquierda» de los 2000.[cita requerida] En el caso europeo de los 2010, la crítica principal es a la hegemonía y dominio de los intereses políticos alemanes y el sector financiero global.

La crisis de la representación política es una condición necesaria pero no una condición suficiente del populismo. Para completar el cuadro de situación es preciso introducir otro factor: una «crisis en las alturas» a través de la que emerge y gana protagonismo un liderazgo que se postula eficazmente como un liderazgo alternativo y ajeno a la clase política existente. Es él quien, en definitiva, explota las virtualidades de la crisis de representación y lo hace articulando las demandas insatisfechas, el resentimiento político, los sentimientos de marginación, con un discurso que los unifica y llama al rescate de la soberanía popular expropiada por el establecimiento partidario para movilizarla contra un enemigo cuyo perfil concreto si bien varía según el momento histórico ―«la oligarquía», «la plutocracia», «los extranjeros»― siempre remite a quienes son considerados como responsables del malestar social y político que experimenta «el pueblo». En su versión más completa, el populismo comporta entonces una operación de sutura de la crisis de representación por medio de un cambio en los términos del discurso, la constitución de nuevas identidades y el reordenamiento del espacio político con la introducción de una escisión extrainstitucional.

Desde un punto de vista opuesto, los sectores conservadores han utilizado el término «populista» para definir a los gobiernos que presentan los intereses de las clases económicamente más altas (grandes grupos económicos, etc.) como separados y contrarios a los de las más bajas consideradas como una mayoría permanente con intereses homogéneos autoevidentes que no requerirían así del pluralismo político, destruyendo la posibilidad del disenso político y del crecimiento económico por vías privadas.
Según Ylarri, el rasgo más característico del populismo es la construcción de la idea del «pueblo» como agente histórico, depositario de las virtudes sociales de justicia y moralidad y responsable del cambio social, confrontado a «otro» que impide el desarrollo del destino del pueblo.
El filósofo español Fernando Savater en una entrevista recogida en El Confidencial por Javier Caraballo ante la pregunta: ¿Podemos concluir, entonces, que el auge de los movimientos populistas y reaccionarios en Europa son fruto de la miseria y de la ignorancia?, responde estableciendo el siguiente paralelismo:

Son una reacción ante la miseria desde la ignorancia. Y previamente, hay un conjunto de factores que se suman: una crisis económica muy severa, promesas políticas incumplidas e ineficacia en la gestión de esa crisis, bolsas de inmigrantes que desequilibran la idea que se tiene de sí mismos en muchos países… En un entorno así, de forma inmediata surgen los curanderos. Eso es lo que ha pasado, igual que cuando a una persona le diagnostican una enfermedad muy grave y acude al curandero o a Lourdes. Eso es el populismo, el curandero de la política que, ante problemas reales, plantea soluciones ilusorias que nacen y anidan en la ignorancia.
Fernando Savater

### En sentido positivo
Varios movimientos sociopolíticos a través de la historia mundial moderna han pretendido que «el pueblo» ―es decir, los agricultores y campesinos, los obreros, los pequeños empresarios, el bajo clero, las clases profesionales (médicos, maestros, profesores, contables, ingenieros, empleados públicos, etc.)― sea quien ostente el poder en los Estados democráticos, en contra así de las élites o clases dominantes.
Estos movimientos populistas se han basado en las ideas políticas de la cultura autóctona sin reivindicar necesariamente el nacionalismo, y oponiéndose siempre al imperialismo. Ejemplos de este tipo han sido el populismo ruso y el populismo estadounidense del siglo XIX (este último llamado también «productivismo»); el cantonalismo español; el agrarismo mexicano; los carbonarios italianos. Pueden estar influenciados (o no) por una o varias ideologías o proyectos políticos definidos. Sin embargo, normalmente no se adhieren a ellos de forma explícita.
En su crítica de la novela Todos los hombres del rey, del premio Pulitzer Robert Penn Warren, Esteban Hernández hace un interesante análisis de la relación entre populismo y aristocracia. Hernández sostiene que en los países menos desarrollados, el populismo va de la mano con la lucha contra el hambre, el aumento de impuestos a los ricos y la supeditación del mundo empresarial a la política, tal como fue planteado por Franklin Delano Roosevelt en los Estados Unidos con el New Deal. Hernández señala que, en esos países, el populismo definiría una alternativa a la aristocracia mucho más probable que el comunismo, y que por esa razón ha sido (y es) denostado por los sectores conservadores.
En una conferencia en 2014, los presidentes Enrique Peña Nieto y Barack Obama discutieron el término populista; para el mexicano, el populismo es un peligro que podría "destruir lo construido" y para el estadounidense es "una lucha por la justicia social". Cabe señalar a este respeto que ambos mandatarios se expresan sobre el mismo término en cambio en un contexto semántico distinto (inglés y español). En español la interpretación peyorativa del término ha tenido mayor relevancia o uso en la actualidad que la positiva. En cambio, en los Estados Unidos (o la lengua inglesa) no ha sido así, tanto la interpretación positiva como negativa son usadas. Esta mayor dualidad para la lengua inglesa, viene reflejada en las propias definiciones del término en los principales diccionarios de referencia dicha lengua (Merriam-Webster, Collins, Oxford Archivado el 29 de enero de 2018 en Wayback Machine.). En el mencionado encuentro anterior, el entonces mandatario estadounidense señaló lo siguiente:

"(…) Quiero añadir una cosa, pues lo he escuchado en varias preguntas, y es la cuestión del «populismo». Quizás algo podría ver rápidamente en un diccionario lo que significa ese término. Yo no estoy, sin embargo, de acuerdo en conceder que parte de la retórica que hemos escuchado es «populista».
En 2008 cuando yo fui candidato, y el motivo por el cual fui candidato nuevamente, y el motivo por el cual después de dejar el gobierno voy a trabajar en el servicio público, es que a mí me interesan las personas, los individuos, y quiero que todos los niños en Estados Unidos y en América del Norte tengan las mismas oportunidades que yo disfrute. 
Me preocupo de los pobres, que trabajan muy duro, pero que no tienen ninguna oportunidad de progresar. Me preocupan los trabajadores, para que tengan una voz colectiva en el lugar de trabajo y que reciban su parte. Quiero asegurar que los niños reciban una buena educación, que una madre trabajadora tenga un cuidado de su niño en el cual pueda confiar, y deberíamos tener un sistema tributario que sea justo, y que personas como yo, que se han beneficiado de las oportunidades ofrecidas por la sociedad, deben pagar un poco más para asegurarse que niños de otros, menos afortunados, puedan también tener esas oportunidades.
Pienso que debería haber límites sobre los abusos del sistema financiero, para no repetir el desastre del 2008. Debería haber transparencia en cómo funcionan nuestros sistemas, para que no existan personas que evadan el pago de impuestos, estableciendo cuentas extraterritoriales, y que aprovechan situaciones que otros ciudadanos no pueden, porque no tienen los abogados o contadores que permiten usar estos trucos.
Supongo que con eso se podría decir que yo soy un «populista», pero otra persona que nunca ha demostrado preocupación por los trabajadores, que nunca ha luchado por la justicia social, o en asegurarse que los niños pobres tengan una oportunidad o que reciban atención médica, y que de hecho han trabajado en contra de la oportunidad económica de los trabajadores y las personas ordinarias, ellos no se transforman de la noche a la mañana en «populistas» porque dicen algo controvertido simplemente para obtener más votos. Eso no es una medición de lo que es ser populista, eso es nativismo o xenofobia quizás, o aun peor, es ser un cínico. 
Entonces yo les diría: tengan cuidado en darle a cualquier persona que emerge en un momento de ansiedad el título de populista ¿Dónde ha estado?, ¿ha estado luchando por el bienestar del trabajador?, ¿ha creado oportunidad para más personas? No. Hay personas como Bernie Sanders que se merecen ese título, porque él realmente se ha preocupado y ha luchado por estas cuestiones y ahí simplemente podemos decir que compartimos valores y objetivos, y como lograrlos".
Barack Obama

## Populismo y democracia liberal
Los politólogos Cas Mudde y Cristóbal Rovira Kaltwasser han propuesto el siguiente cuadro sobre los efectos positivos y negativos del populismo en la democracia liberal:

Efectos positivos
El populismo puede dar voz a grupos que no se sienten representados por las elites políticas.

El populismo puede movilizar a sectores excluidos de la sociedad, mejorando su integración en el sistema político.
El populismo puede mejorar la capacidad de respuesta del sistema político, fomentando la adopción de políticas preferidas por los sectores excluidos de la sociedad.
El populismo puede aumentar la rendición de cuentas democrática incluyendo asuntos y políticas en el terreno político
Efectos negativos
El populismo puede usar la noción y la praxis del gobierno de la mayoría para soslayar los derechos de la minoría.
El populismo puede usar la noción y la praxis de la soberanía popular para erosionar las instituciones especializadas en la protección de los derechos fundamentales.
El populismo puede promover el establecimiento de una nueva división política que impida la formación de coaliciones políticas estables.
El populismo puede propiciar una moralización de la política que dificulte extremadamente alcanzar acuerdos, o incluso lo imposibilite.

Los sociólogos Adrian Scribano, Maximiliano Korstanje y Freddy Timmermann sostienen que el populismo refleja un signo de agotamiento de la democracia liberal moderna. Para estos autores, el mercado moderno debe ser considerado como el sostén no sólo del estado nacional moderno, sino también de la democracia liberal. Una vez que el mercado se expande trascendiendo los límites de lo nacional, la base angular del proceso de secularización, el cual marca la división entre lo sagrado y lo secular, se derrumba, generando nuevas formas de praxis política. El populismo ocupa el espacio dejado por el mercado transformándose en el andamiaje que mantiene unida a la sociedad. En tal sentido, el populismo sienta las bases para la expansión y transformación del capitalismo nacional en un capitalismo global.

## Factio populariumen la antigua Roma
En el período de la última república romana, aparecieron una serie de líderes llamados populares (o factiō populārium, ‘partido o facción de los del pueblo’) que se oponían a la aristocracia tradicional conservadora y apostaban por el uso de las asambleas del pueblo para sacar adelante iniciativas populares destinadas a la mejor distribución de la tierra, el alivio de las deudas de los más pobres y la mayor participación democrática del grueso de la población. Entre sus líderes están varios de los Gracos, Publio Clodio Pulcro, Marco Livio Druso, Sulpicio Rufo, Catilina, Cayo Mario o Julio César.
Este grupo (factio) contó con la oposición acérrima del partido aristocrático de los optimates encabezado por Cicerón, que usó su poder político y su retórica para eliminar el poder político (y a veces la vida) de los líderes de los populares.

## Populismos de derecha y de izquierda
El populismo de derecha es una categoría específica dentro del populismo, que se utiliza en algunos casos para identificar a políticos y gobiernos que emplean diversos mecanismos de manipulación para obtener el apoyo popular, con el fin de poner en práctica políticas de derecha. Se han puesto como ejemplos de populismo de derecha a políticos como Donald Trump en Estados Unidos, Marine Le Pen en Francia y Mauricio Macri y la alianza Cambiemos en Argentina, el UKIP liderado por Nigel Farage,  partido que ayudó a definir el voto del Reino Unido para salir de la Unión Europea, el  partido de extrema derecha Alternativa para Alemania y el 
primer ministro de Hungría, Viktor Orbán, nacionalista de derecha;  el dirigente polaco Jaroslaw Kaczynski, entre otros han sido descritos como populistas de derecha.
En Europa el populismo de derecha posee generalmente un carácter euroescéptico. El populismo de derecha estigmatiza a los grupos que considera peligrosos para la sociedad, como los menos productivos —generalmente extranjeros y creyentes de religiones distintas a la de la cultura mayoritaria— y afirma la existencia de conspiraciones contra el bien común. En el plano económico, apoya normalmente una combinación de medidas liberales como la reducción de los impuestos. También tienen en común una hostilidad hacia los inmigrantes, combinado con discursos xenófobos. El populismo de derechas contiene elementos programáticos que forman parte de su propuesta, como asociar inmigración a la criminalidad y a la disgregación de la patria, o la preocupación por la seguridad ciudadana.
En lo que se refiere a la izquierda populista normalmente se caracterizan ideológicamente por el anticapitalismo y la antiglobalización, mientras que la ideología de la clase social o la teoría socialista no es tan importante como para los partidos de la izquierda tradicional. Entre ejemplos de populismos de izquierdas encontramos el ascenso del partido griego Syriza. 
En el ámbito Iberoamericano, han sido calificados como populistas diversos gobernantes como Hugo Chávez en Venezuela, Evo Morales en Bolivia, Lula y Jair Bolsonaro en Brasil, Rafael Correa en Ecuador, Andrés Manuel López Obrador en México, Nayib Bukele en El Salvador, y Raúl Alfonsín, Carlos Menem, Néstor Kirchner, Cristina Fernández de Kirchner, Mauricio Macri y Javier Milei en Argentina.

## Populismo en América Latina
En América Latina existen varios ejemplos de gobiernos que con sus diversos matices y características temporales y espaciales han sido tildados de «populistas» por sus opositores:
- México: Andrés Manuel López Obrador (2018-2024)[116]

- Argentina: En Argentina, todos los gobiernos democráticos electos han sido calificados como populistas por algún analista, con excepción de Fernando de la Rúa (1999-2001). A saber: Hipólito Yrigoyen (1916-1922, 1928-1930),[117] Marcelo T. de Alvear (1922-1928),[118] Juan Domingo Perón (1946-1955, 1973-1974),[119] Arturo Frondizi (1958-1962),[120] Arturo Illia (1963-1966),[121] Raúl Alfonsín (1983-1989),[122] Carlos Menem (1989-1999),[123] Néstor Kirchner (2003-2007), Cristina Fernández de Kirchner (2007-2015),[124][125][126][127] Mauricio Macri (2015-2019),[102][103][104][105][128][129] Javier Milei (2023-)[130][131][132][133]

- Bolivia: Evo Morales (2006-2019).[134][135] y Luis Arce Catacora (2022-actualidad).[136]
- Brasil: Getúlio Vargas (entre 1930 y 1945, y entre 1951 y 1954),[137] Luiz Inácio Lula da Silva (2002-2006 y 2023-actualidad),[138] Dilma Rousseff (2011-2016).[139] Jair Bolsonaro (2019-2022)[140]
- Chile: En sentido “positivo”, Arturo Alessandri,[141] Carlos Ibáñez del Campo[142] y el Frente Popular;[143] en sentido peyorativo, Sebastián Piñera,[144] Michelle Bachelet.[145]
- Colombia: Gustavo Rojas Pinilla (1953-1957), Álvaro Uribe Vélez (2002-2010), Iván Duque (2018-2022)[146]
- Ecuador: En sentido “positivo”, Jaime Roldós Aguilera (1979-1981) , en sentido negativo José María Velasco Ibarra (1934-1935, 1944-1947, 1952-1956, 1960-1961 y 1968-1972), Abdalá Bucaram (1996-1997), Lucio Gutiérrez (2003-2005)  y Rafael Correa (2007-2017)[147]
- El Salvador: Nayib Bukele (2019-actualidad).
- Nicaragua: Daniel Ortega (1985-1990 y 2007-actualidad).[148][149][150]
- Venezuela: Carlos Andrés Pérez (1974-1979 y 1989-1993),[151][152] Hugo Chávez (1999-2013),[153][154][149] Nicolás Maduro (desde 2013).[155]
- Perú: En sentido "positivo" Guillermo Billinghurst Angulo (1912-1914),[156] en sentido peyorativo Augusto Bernardino Leguía (1919-1930),[157][158] Luis Miguel Sánchez Cerro (1931-1933),[159][160] Manuel Odría (1948-1956),[161][162] Fernando Belaúnde Terry (de 1963-1968 y de 1980-1985),[163][164] Juan Velasco Alvarado (1968-1975),[165] Alan García (de 1985-1990 y de 2006-2011),[166][167] Alberto Fujimori (1990-2000),[168][169] Alejandro Toledo Manrique (2001-2006),[170][171] Ollanta Humala (2011-2016),[172][173][174] Martín Vizcarra (2018-2020).[175][176] y Pedro Castillo (2021-2022).[177] De igual manera algunos políticos influyentes también fueron tachados de populistas como Víctor Raúl Haya de la Torre,[178][179] Keiko Fujimori,[180][181][182] Verónika Mendoza[183][184][185][186] y Antauro Humala.[187][188][189]

En esta línea de crítica política, han sido cuestionados como «populistas» tanto gobiernos de derecha como de izquierda: los primeros identificados con el sistema capitalista y el liderazgo de los Estados Unidos, y los segundos identificados con posiciones nacionalistas y una posición desligada de los Estados Unidos.
En 2006, el expresidente de Brasil, Fernando Henrique Cardoso, quien realizara en su país reformas neoliberales, en un artículo titulado «El populismo amenaza con regresar a América Latina», sostiene que entre los elementos que hacen que un gobierno no sea populista, se encuentran tener «políticas públicas prudentes y sensatas», así como un mayor acercamiento a Estados Unidos.
Francisco Panizza ofrece una lectura del populismo como un espejo de la democracia cuyo punto de discusión central es la posibilidad de poner al pueblo en un lugar de realidad objetiva. El populismo no es posible sin la articulación retórica de un pueblo «construido» en tanto actor social colectivo pero abstracto. En estos procesos los líderes no solo hablan en nombre del pueblo, sino que recurren al sentido de emergencia para introducir políticas que de otra manera serían rechazadas.
Por su parte, Ernesto Laclau (1935-2014) afirmaba que el populismo es la mejor forma de organización política pues da mayor lugar y representatividad a clases que hasta el momento estaban relegadas. Laclau afirma que el populismo es, de las formas republicanas, la mejor posible debido a que permite la participación de mayores grupos sociales en la pugna de poder y recursos. El populismo no deja de ser una mera expresión de la política que enriquece la vida democrática. El teórico introduce un neologismo, la razón populista para ayudar a comprender su relación con el aparato ideológico del estado.

### Críticas
La postura de Laclau fue criticada por algunos estudiosos de izquierda, la mayoría de ellos de raigambre marxista, por dos temas en específico. El primero es que al ensanchar la base distributiva de la riqueza, no se corrige la asimetría de base sino que la desigualdad se acrecienta. Ello sucede no solo por la repatriación del capital en mano de las élites capitalistas sino porque no se transforma el principio de plusvalía enraizado en el fetichismo de la mercancía, hecho por el cual el capitalismo puede consolidarse. David Kelman sugiere que existe una nueva forma de hacer política que toma la teoría conspirativa como forma disciplinaria, con el fin de ganar adhesión en el propio grupo. De esa forma se produce un vacío el cual es llenado por medio del misterio y de axiomas que no pueden ser validados empíricamente. En perspectiva, los populismos modernos adoptan una raigambre de simulacro, mientras en el fondo legitiman los intereses de la elite capitalista.
Una parte importante de los estudios latinoamericanos cuestiona el uso eurocéntrico y universalizador del término «populista», cuando se aplica a corrientes políticas latinoamericanas, obviando el estudio puntual y las circunstancias históricas particulares de las mismas.
A propósito de la aplicación del término populista, el expresidente uruguayo José Mujica ha dicho:

La palabra populista no la uso porque la usan para un barrido y un fregado. Los que votan en Alemania por la derecha medio neonazis son populistas, en Nicaragua son populistas. Entonces, cualquier cosa es populismo. Yo saco esta conclusión: todo con lo que no se está de acuerdo, que molesta, es populista. Es una categoría que no define.
José Mujica